# Johanna Lüttge
Johanna Lüttge, född 10 mars 1936 i Gebesee i Thüringen, död 14 november 2022, var en tysk friidrottare.
Lüttge blev olympisk silvermedaljör i kulstötning vid sommarspelen 1960 i Rom.